# Wang Hui (tafeltennisser)
Wang Hui, Chinees: 王辉, (China, 14 september 1978) is een voormalig Chinees professioneel tafeltennisster. Wang is haar achternaam.

## Belangrijkste resultaten
- WK
  -  Goud met het team in 2000 in Kuala Lumpur.
  -  Brons in het dubbelspel in 1997 met Cheng Hongxia in Manchester.